# Peter Reichel
Peter Reichel (født 30. november 1951 i Gießen, Vesttyskland) er en tysk tidligere fodboldspiller (forsvarer).
Reichel tilbragte hele sin aktive karriere, fra 1970 til 1979, hos Eintracht Frankfurt. Han spillede 225 Bundesliga-kampe for klubben og var med til at vinde DFB-Pokalen med klubben to gange, i 1974 og 1975.
Reichel spillede desuden to kampe for Vesttysklands landshold. En venskabskamp mod Tyrkiet og en EM-kvalifikationskamp mod Spanien.

## Titler
DFB-Pokal
- 1974 og 1975 med Eintracht Frankfurt